# Allhornberg
Der Allhornberg ist ein 316,2 m ü. NHN hoher Berg im Teutoburger Wald, südlich des Detmolder Stadtteils Pivitsheide V.L. im Kreis Lippe.

## Geographie
Der Allhornberg liegt 600 Meter östlich des Großen Ehbergs (339,6 m ü. NHN) im Naturpark Teutoburger Wald/Eggegebirge und im Naturschutzgebiet Östlicher Teutoburger Wald. Östlich des Bergs liegt der Donoper Teich und das Hiddeser Bent. Im Süden liegt der Truppenübungsplatz Senne. 700 Meter nördlich verläuft die 8. Etappe des Hermannswegs.